# Galenia acutifolia
Galenia acutifolia là một loài thực vật có hoa trong họ Phiên hạnh. Loài này được Adamson mô tả khoa học đầu tiên năm 1956.